# 마흐트에어그라이풍

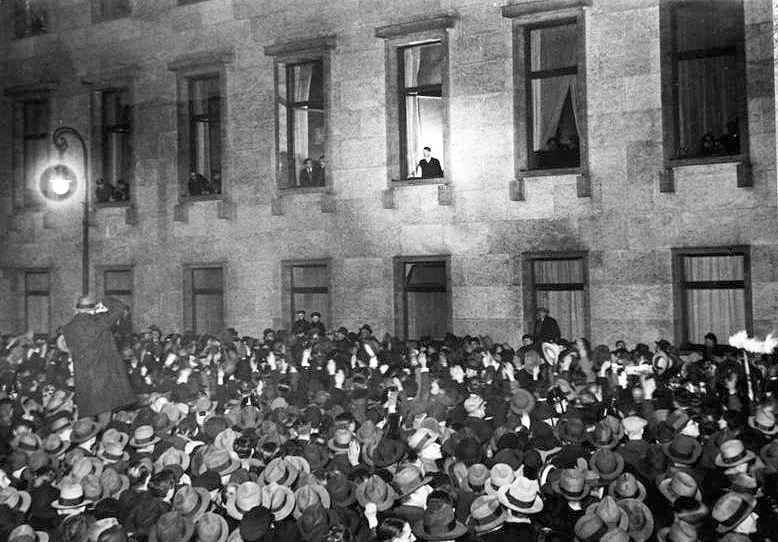
1933년 1월 30일, 수상관저에 서 있는 아돌프 히틀러.

마흐트에어그라이풍(독일어: Machtergreifung, ˈmaxtʔɛɐ̯ˌɡʁaɪfʊŋ)은 독일어로 "권력 장악"을 뜻한다. 이 단어는 보통 1933년 1월 30일 민주주의 의원 내각제인 바이마르 공화국에서 국가사회주의의 나치당 당수 아돌프 히틀러가 독일의 권력을 장악한 날을 뜻하는 데 사용한다. 이날 대통령 파울 폰 힌덴부르크가 당수 아돌프 히틀러를 독일의 총리로 취임시켰고 이로써 나치 독일의 일당독재 정치체제로 바뀌었다.

## 용어
독일어로 Machtergreifung, 특히 Machtübernahme라는 단어는 일반적인 권력 장악이라는 뜻으로 나치와는 아무 관련이 없었다. Machtübernahme는 평화롭고 합법적이거나 불법적이고 폭력적인 정부 이양을 뜻한다. 이 용어는 1934년 노동 조합과 정당 등 잠재적으로 사람에게 영향을 미칠 수 있는 비나치 조직의 체계적인 제거 과정을 뜻하는 글라이히샬퉁(획일화 정책)과 함께 동시에 자주 사용하게 되었다.
마흐트에어그라이풍(Machtergreifung)은 첫 번째로 나치가 국가 전체를 단결시켰다는 것을 표현하기 위해 사용되었다(다른 용어로, 국가 고양을 뜻하는 Nationale Erhebung도 많이 이용되었다). 이후 총리로써 히틀러의 약속은 쿠데타 음모 대신 독일 국민 사이에서 높게 평가받게 되었고, 결국 이 용어는 역사적으로 강력한 비판을 받게 되었다. 이 용어는 때때로 Machtübertragung 또는 Machterschleichung라는 용어로 대체하여 쓰기도 한다.
일반적으로, 1933년에 있었던 나치당의 권력 장악을 나치당의 준군사 조직인 돌격대의 제복이었던 갈색 셔츠(Braunhemden)를 따서 만들어진 나치의 정치 색을 따라 갈색 혁명(褐色 革命)이라고도 한다.

## 전개

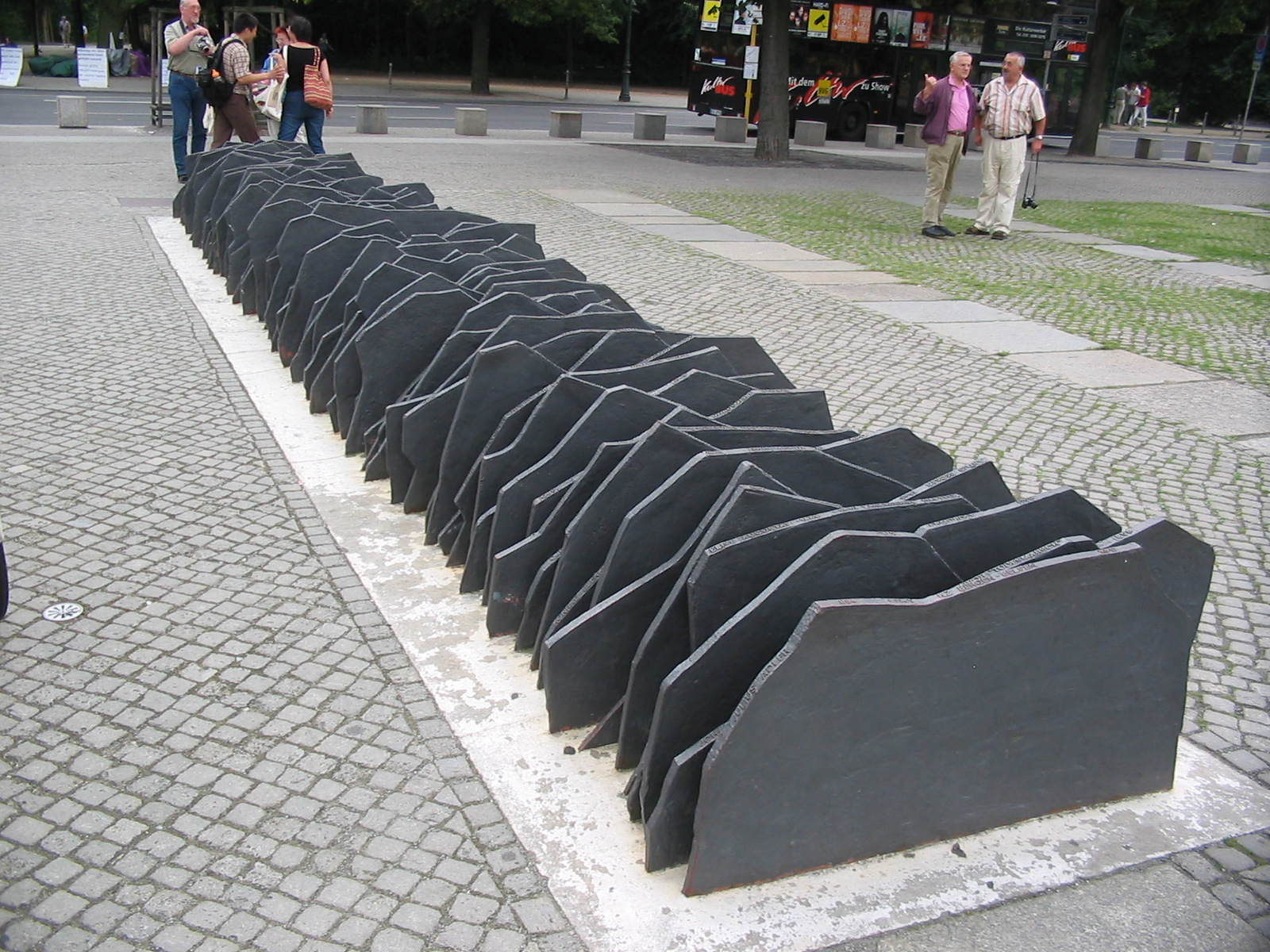
베를린 의회 건물의 추모비. 각각의 96개 판은 나치가 살해한 96명의 독일 국회의원을 상징한다.

나치는 1923년 11월 9일 실패한 뮌헨 폭동의 실패점을 배우고, 히틀러의 변호사이자 조언가인 한스 프랑크는 형식적, 그리고 공공연히 법률을 따르면서 국가 권력을 탈취하기 위한 "국가 혁명"으로 가기 위해 Legalitätsstrategie(적법성 정책)을 시행하기 시작한다. 1930년 독일 총선거에서 나치가 큰 지지율을 받은 이후, 총리인 독일 중앙당의 하인리히 뷔링은 바이마르 헌법 48조를 통한 긴급 법령으로 독일 사회민주당이 지지하는 소수 정부를 통해 독일을 유지하고자 했다. 그는 나치의 돌격대와 친위대를 금지시켰지만, 곧 대통령 힌덴부르크와 국방장관 쿠르트 폰 슐라이허 주위에서 우익의 압력으로 1932년 금지 명령을 취소해야 했다.
경제적 관점으로, 뷔링은 엄격한 공공 예산 균형 정책으로 인한 대규모 실업자를 만들어냈다. 1932년 6월 1일 힌덴부르크는 슐라이허의 압박으로 총리에 자신의 인기를 등에 업고 나치와 협력할려는 우익인 프란츠 폰 파펜을 임명시켰다. 독일 중앙당, 국가인민당, 나치와의 연합정부는 히틀러의 총리직 요구로 인해 무산되었다. 파펜이 나치와 협력한 이후, 1931년 베르너 베스트가 쓴 Boxheimer Dokument를 헤센 주 경찰이 유출시키고 나치의 또 다른 쿠데타 계획이 들통나 미리 대책을 세웠지만 나치당을 금지시키진 않았다. 대신, 파펜과 힌덴부르크는 프로이센 자유 운동의 쿠데타인 프로이센슐라크(Preußenschlag)를 사주하여 제국의회의 부통령인 오토 브라운을 해임시켰다.
1932년 7월 독일 총선거에서, 나치당은 제국의회의 최대 다수석을 차지했다. 파펜의 연합 정부 구성 시도가 실패한 이후, 총선거가 다시 개최되어 1932년 11월 독일 총선거에서 파펜의 과반수를 넘을려는 기회 없이 지지율을 약간 잃었다. 마침내, 파펜은 사임하고 산업부, 재정부, 농업부 등 12개 부의 장관 등을 나치당 인사로 채우는 인두스트리엘른아인가베(Industrielleneingabe)에 서명하고, 힌덴부르크는 12월 2일 슈나이더의 청원으로 히틀러를 총리에 임명했다. 그레고어 슈트라서가 이끄는 우익 나치와 독일 국가인민당(DNVP)의 반민주적 제3의 위치 및 슈탈헬름, 분트 데어 프론트졸다텐(Stahlhelm, Bund der Frontsoldaten)과 같은 국가사회주의적 압력 단체와 함께 지지를 받으려 시도했고, 1929년 독일 국민투표와 1931년 합스부르크 전선 등 공공 노력을 이끌려고 했다. 그러나, 슈트라서의 계획은 실패했고 1933년 1월 4일 히틀러는 파펜을 만나 파펜을 히틀러 내각의 부총리로 임명했다. 국무장관인 오토 마이스너와 힌덴부르크의 아들인 오스카 폰 힌덴부르크와 함께 파펜은 히틀러를 총리에 임명하라고 설득시켰다. 파펜과 독일 국가인민당 당수인 알프레트 후겐베르크는 만약 총리가 필요한 경우 히틀러 내각에는 헤르만 괴링과 빌헬름 프리크 등 나치당에 두 장관만 있기 때문에 해임시킬 수 있다고 말했다.

## 같이 보기
- 아돌프 히틀러의 권력 상승

## 추가 자료
- Evans, Richard J. (2003), 《The Coming Of The Third Reich》, London: Allen Lane, ISBN 0-7139-9648-X.
- Frei, Norbert (1983), “Machtergreifung. Anmerkungen zu einem historischen Begriff”, 《Vierteljahrshefte für Zeitgeschichte (VfZ)》 31: 136–145 (독일어).
- Jasper, Gotthard (1986), 《Die gescheiterte Zähmung. Wege zur Machtergreifung Hitlers 1930–1934》, Neue Historische Bibliothek, Frankfurt am Main: Suhrkamp, ISBN 3-518-11270-8 (독일어).